# Rolf Sohre
Rolf Sohre (* 11. Juni 1928 in Dresden; † 9. März 2019 in Potsdam) war ein deutscher Kameramann.

## Leben
Sohre war seit Mitte der 1950er Jahre als Kameramann für das Studio für Spielfilme und das Studio für Wochenschau und Dokumentarfilme beim DDR-Filmunternehmen DEFA tätig.
1962 lernte Kameramann Rolf Sohre beim Dreh zu Das zweite Gleis Regisseur Joachim Kunert und Szenenbildner Gerhard Helwig künstlerisch kennen. Um den beklemmenden Inhalt im Bild widerzuspiegeln, nutzte Sohre expressive Motive, ungewöhnliche Perspektiven und harte Kontraste, die an den expressionistischen Film der Weimarer Republik erinnern. Das Filmmuseum Potsdam bezeichnet den Film inzwischen als einen „der besten, die bei der DEFA produziert wurden.“
Die Abenteuer des Werner Holt drehte Sohre 1964 an der Seite von Regisseur Joachim Kunert. Der Antikriegsfilm ist mit vier Millionen Kinozuschauern einer der erfolgreichsten DEFA-Filme. Die Verfilmung des Romanbestsellers von Dieter Noll überzeugte durch die Hauptdarsteller Klaus-Peter Thiele und Manfred Karge und die Kameraarbeit von Rolf Sohre.
1965 wurde das Schöpferkollektiv (Kunert, Sohre und Drehbuchautor Claus Küchenmeister) für Die Abenteuer des Werner Holt mit dem Nationalpreis der DDR II. Klasse ausgezeichnet. Außerdem erhielt der Film den Großen Preis des sowjetischen Friedenskomitees auf dem IV. Internationalen Filmfestival Moskau.
Die BZ am Abend lobt Sohre am Tag nach der Premiere des Films, am 4. Februar 1965 im Berliner Kino Kosmos, dem Premierenkino der DDR, mit folgenden Worten:

„Werner Holt lebt auf der Leinwand – Ein voller Erfolg für Kameramann Rolf Sohre.“

Am 6. September 1966 wurde der Film in der Bundesrepublik Deutschland veröffentlicht.
Bis zur Wiedervereinigung wirkte Sohre an 46 Produktionen mit.

## Filmografie (Auswahl)
- 1961: Mord an Rathenau
- 1962: Das zweite Gleis
- 1962: Der Schwur des Soldaten Pooley (Fernsehfilm)
- 1965: Die Abenteuer des Werner Holt
- 1965: Entlassen auf Bewährung
- 1966: Flucht ins Schweigen
- 1967: Malik
- 1967: Meine Freundin Sybille
- 1972: Euch werd ich’s zeigen
- 1973: Das Licht der Schwarzen Kerze
- 1974: Polizeiruf 110: Fehlrechnung (Fernsehreihe)
- 1974: Polizeiruf 110: Nachttaxi
- 1977: Polizeiruf 110: Des Alleinseins müde
- 1978: Brandstellen
- 1979: Plantagenstraße 19 (Fernsehfilm)
- 1980: Der Direktor (Fernsehfilm)
- 1980: Die Heimkehr des Joachim Ott (Fernsehfilm)
- 1982: Benno macht Geschichten
- 1983: Wiesenpieper
- 1984: Polizeiruf 110: Im Sog
- 1984: Das Puppenheim in Pinnow (Fernsehfilm)
- 1986: Startfieber
- 1987: Polizeiruf 110: Die alte Frau im Lehnstuhl
- 1989: Johanna (Fernsehserie, 7 Folgen)
- 1990: Polizeiruf 110: Tod durch elektrischen Strom
- 1991: Polizeiruf 110: Zerstörte Hoffnung

## Auszeichnungen
- 1965: Nationalpreis der DDR II. Klasse für Die Abenteuer des Werner Holt mit Joachim Kunert und Claus Küchenmeister